# FA Charity Shield 1929
Lo FA Charity Shield 1929, noto in italiano anche come Supercoppa d'Inghilterra 1929, è stata la 16ª edizione della Supercoppa d'Inghilterra.
Si è svolto il 7 ottobre 1929 al The Den di Londra tra i calciatori professionisti e calciatori dilettanti che giocano in club affiliati alla FA.
A conquistare il titolo sono stati i Professionisti che hanno vinto per 3-0.

## Partecipanti
| Squadre                      | Partecipazioni precedenti (il grassetto indica la vittoria) |
| ---------------------------- | ----------------------------------------------------------- |
| Inghilterra (professionisti) | 5 (1913, 1923, 1924, 1925, 1926)                            |
| Inghilterra (dilettanti)     | 5 (1913, 1923, 1924, 1925, 1926)                            |

## Tabellino
| Londra 7 ottobre 1929, ore 15:00 CET                  | Professionisti | 3 – 0 referto | Dilettanti | The Den (6.000 spett.) |
| \| \| \| \| \| Seed Chandler Pease \| Marcatori \| \| |                |               |            |                        |
|                                                       |                |               |            |                        |
| Seed Chandler Pease                                   | Marcatori      |               |            |                        |

### Formazioni
| Professionisti: |    |                 |
|                 |    |                 |
| P               | 1  | Harry Hibbs     |
| D               | 2  | Thompson        |
| D               | 3  | Michael Keeping |
| D               | 4  | Albert Barrett  |
| D               | 5  | Ernest Hart     |
| D               | 6  | Len Armitage    |
| C               | 7  | Willie Pease    |
| A               | 8  | Jimmy Seed      |
| A               | 9  | Arthur Chandler |
| A               | 10 | Harry Davies    |
| A               | 11 | Joey Williams   |

| Dilettanti: |    |                       |
|             |    |                       |
| P           | 1  | Benjamin Howard Baker |
| D           | 2  | F. J. Gregory         |
| D           | 3  | E. H. Gates           |
| D           | 4  | G. C. Glennister      |
| D           | 5  | A. H. Chadder         |
| D           | 6  | John Knight           |
| C           | 7  | L. B. Morish          |
| C           | 8  | Edgar Kail            |
| A           | 9  | Claude Ashton         |
| A           | 10 | Graham Doggart        |
| A           | 11 | Kenneth Hegan         |